# René Barbier
René Barbier (Lione, 4 marzo 1891 – Pully, 9 marzo 1966) è stato uno schermidore francese, vincitore di una medaglia d'argento nella scherma ai giochi olimpici.